# Thaumatogelis numidicus
Thaumatogelis numidicus là một loài tò vò trong họ Ichneumonidae.